# Orthetrum latihami
Orthetrum latihami är en trollsländeart som beskrevs av Elliot C.G. Pinhey 1966. Orthetrum latihami ingår i släktet Orthetrum och familjen segeltrollsländor. IUCN kategoriserar arten globalt som livskraftig. Inga underarter finns listade i Catalogue of Life.